# Bissingen (Bawaria)
Bissingen – gmina targowa w Niemczech, w kraju związkowym Bawaria, w rejencji Szwabia, w regionie Augsburg, w powiecie Dillingen an der Donau. Leży na obrzeżach Jury Szwabskiej, około 22 km na północny wschód od Dillingen an der Donau, nad rzeką Kessel.

## Demografia
| Rok  | Liczba mieszk. |
| ---- | -------------- |
| 1970 | 3 359          |
| 1987 | 3 244          |
| 2000 | 3 610          |
| 2004 | 3 834          |

## Polityka
Wójtem gminy jest Michael Holzinger, rada gminy składa się z 16 osób.
|      | CSU/BB | SPD | FW | CWB Oberes Kesseltal | WG Unterringingen | FUW Unteres Kesseltal | FDP/FB | WG Oberliezheim | Stillnauer Liste | CB Unteres Kesselthal | Razem |
| 2008 | 3      | 1   | 3  | 2                    | 2                 | 1                     | 1      | 1               | 1                | 1                     | 16    |
| 2002 | 3      | 2   | 2  | 3                    | 2                 | 2                     | 1      | 1               | -                | -                     | 16    |

### Współpraca
Miejscowość partnerska:
- Oberwiera, Saksonia